# 1405 Sibelius
Az 1405 Sibelius (ideiglenes jelöléssel 1936 RE) a Naprendszer kisbolygóövében található aszteroida. Yrjö Väisälä fedezte fel 1936. szeptember 12-én, Turkuban.